# Wenceslao Labra García
Wenceslao Pedro Celestino Labra García (Zumpango de Ocampo, Estado de México, 19 de mayo de 1895 - Ciudad de México, 1 de diciembre de 1974) fue un militar y político mexicano. Fue gobernador del Estado de México (1937-1941), Diputado local y federal, Senador de la República y Secretario General del Partido de la Revolución Mexicana.

## Primeros años
Nació en Zumpango de Ocampo, Estado de México, el 19 de mayo de 1895, hijo de don Wenceslao Labra, originario de Zimapán, y de Cleotilde García, originaria de Zumpango de Ocampo.
Realizó sus primeros estudios en la escuela municipal de su pueblo, continuándolos en la Escuela Normal y de Altos Estudios, para finalmente concluirlos en el Heroico Colegio Militar.

## Carrera militar
Por su desempeño durante y después del Colegio Militar fue conferido el rango de Capitán Primero de Caballería por el Coronel Enrique Espejel, de la Brigada “Guillermo Prieto” del Ejército Constitucionalista en 1914 y más tarde el de Mayor de Caballería por el General Lauro Méndez, del ejército Convencionista en ese mismo año.
Por su eficaz cooperación en la acción de armas que se dio en el distrito de Calpulalpan, Tlaxcala en 1915, Venustiano Carranza, Primer Jefe del Ejército Constitucionalista, lo ascendió a teniente coronel de Caballería del ejército.
Durante la rebelión delahuertista en 1923, mientras se desempañaba como diputado, se puso a las órdenes del Gobierno con lo que se le comisionó el requisar armamento y municiones para los voluntarios del distrito de Zumpango. Llevó a cabo diversas comisiones durante el movimiento rebelde de los generales Serrano y Gómez y también fue comisionado para reclutar y organizar un cuerpo de voluntarios durante el movimiento estudiantil de 1929 que más tarde se convertiría en el 78.º Regimiento de Caballería.

## Carrera política
Wenceslao Labra tuvo una intensa campaña política en el Estado de México. Fue Diputado local por tres veces consecutivas del 1 de septiembre de 1921 al 31 de agosto de 1927. Dos ocasiones por el distrito de Zumpango y la otra por el distrito de Otumba. Figuró también como diputado federal y senador de la República.
Wenceslao Labra fue elegido gobernador constitucional del Estado de México, para el periodo del 16 de septiembre de 1937 al 15 de septiembre de 1941. Su gestión se caracterizó por un gran número de proyectos prácticos en beneficio de la sociedad, y en especial de campesinos y obreros, impulsando a las comunidades agrarias. Como gobernador, Labra manifestó:

Tengo arraigado, en la conciencia, un viejo ideal que al propio tiempo constituye, para mí, un imperativo ciudadano: lograr la unidad completa de los hijos de Estado de México; elevar la condición moral, social y económica, de nuestra porción Patria. La obra no es de un hombre. En ella, han de entregar el trabajo de sus brazos y la fe de sus espíritus un buen número de generaciones. En mi tránsito por el Gobierno del Estado de México, que se me acuse de lo que se desee. ¡Pero jamás alguien me señale con una claudicación en este empeño de trabajar, de luchar hasta el sacrificio por el bien del territorio que me vio nacer!.

Su gobierno trabajó intensamente en múltiples proyectos sin precedente en el distrito de Zumpango donde trabajó con diversos grupos de campesinos para la obtención de terrenos en calidad de ejidos y bienes comunales. Construyó escuelas, caminos, carreteras, pozos artesanos para distribuir agua potable y agua para el riego de terrenos cultivables de los campesinos. Pionero de la Vivienda Social, creó la Colonia Primero de Mayo en 1940 para 48 familias de Zumpango, entre otras en la capital y otros distritos, dotando de casas a campesinos y obreros. Entre sus obras públicas se distinguen la carretera de asfalto Zumpango-Los Reyes Acozac, el Hospital civil, la primera red de agua potable, dispuesta en la cabecera municipal con un tanque de almacenamiento en la plaza principal, una red de drenajes en las principales calles de la ciudad, la erección del primer e icónico monumento a la bandera enfrente del palacio municipal y la creación de la escuela primaria “Pedro Vargas”.
Durante su administración en Toluca, la capital, se inició la remodelación de Los Portales de Toluca, se embelleció la fachada de los comercios y se distribuyeron puestos metálicos para los comerciantes pobres. Se construyó el casino obrero “General Agustín Millán”, actualmente el centro deportivo de la capital del estado, y se creó la colonia obrera con más de 30 casas rifadas entre los trabajadores sindicados de la ciudad. Entregó colonias de 40 casas cada una a campesinos mejorando su vivienda. Se hizo construir para las clases trabajadoras el Cine Coliseo o Cine “Revolución”. Se construyó el Hogar Estudiantil “Lázaro Cárdenas” en donde se concentraba a alumnos becados por el gobierno. Adicionalmente se impulsó la construcción de escuelas en Nextlapan, Zumpango, y Ecatepec, incluyendo secundarias en San Rafael, Texcoco, y Tlanelpantla.
Paulatinamente regularizó el salario de los profesores en el estado, y modificó la biblioteca central.
Promovió la Legislación de Protección a la Industria y creó el Estatuto Jurídico de los Trabajadores al Servicio de Estado de México.
Fue Gerente General de la Lotería Nacional entre 1943 y 1946; durante su gestión, se concluyó el Edificio El Moro, sede de la Lotería, obra suspendida por 12 años.
Su hijo, Armando Labra Manjarrez, fue diputado federal y destacado universitario.
Una importante escuela primaria en la población de Tlalnepantla (Edo. Mex.), lleva su nombre desde 1943.
Murió el 1 de diciembre de 1974 en la Ciudad de México a los 79 años.